# Koroze

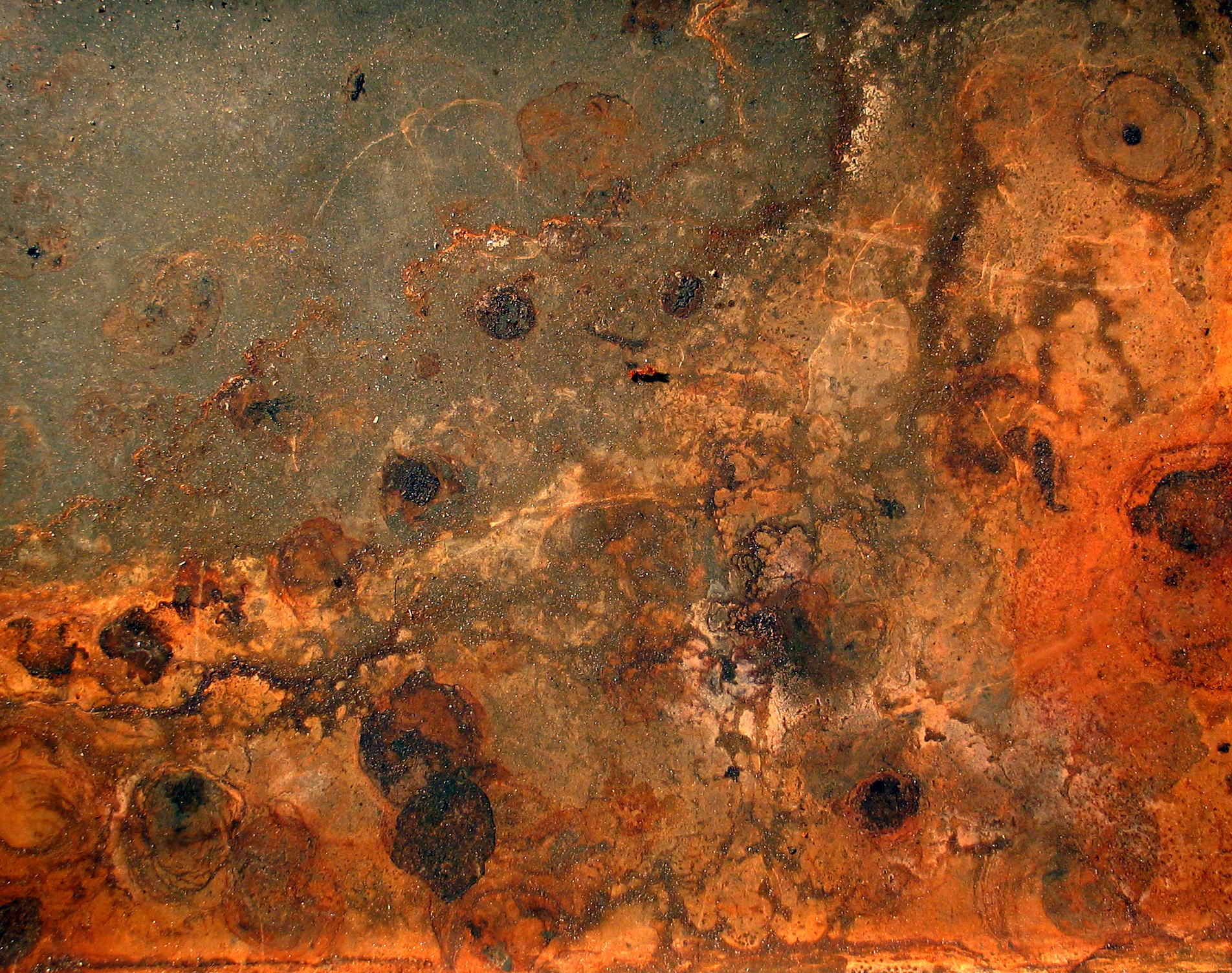
Rez, pravděpodobně nejznámější forma koroze

Koroze je samovolné, postupné rozrušení kovů či nekovových organických i anorganických materiálů (např. hornin či plastů) vlivem chemické nebo elektrochemické reakce s okolním prostředím. Může probíhat v plynech, v kapalinách, ale i v zeminách či různých chemických látkách, které jsou s materiálem ve styku. Toto rozrušování se může projevovat rozdílně; od změny vzhledu až po úplný rozpad celistvosti.
Koroze je způsobena elektrochemickými procesy. Hlavním činitelem koroze je atmosférický kyslík, resp. hydroxidová skupina (OH), dále anionty vzniklé z kyselin (CO32−, Cl−, NO2−, SO42−, apod.) Vodíkové ionty kyselin se nahrazují ionty kovu, čímž vznikají soli.
Koroze je samovolné vzájemné působení mezi prostředím a materiálem, které má za následek znehodnocování materiálu.

## Význam koroze
Náklady na odstranění koroze se dělí na přímé a nepřímé. Přímé náklady jsou například peníze vynaložené na úpravu a natření napadené plechové části korodujícího zařízení. Nepřímé náklady jsou způsobeny například ztrátami, které jeho majiteli mohou vzniknout v souvislosti s nemožností používání zařízení během oprav. Tyto (nepřímé) náklady jsou obvykle daleko větší než přímé. V České republice koroze způsobí každoročně obrovské škody, odhadované až na 130 miliard Kč. Obecně ve vyspělých zemích jsou pak tyto škody odhadovány na 3 až 5 % HDP.

## Rozdělení podle vnitřního mechanismu

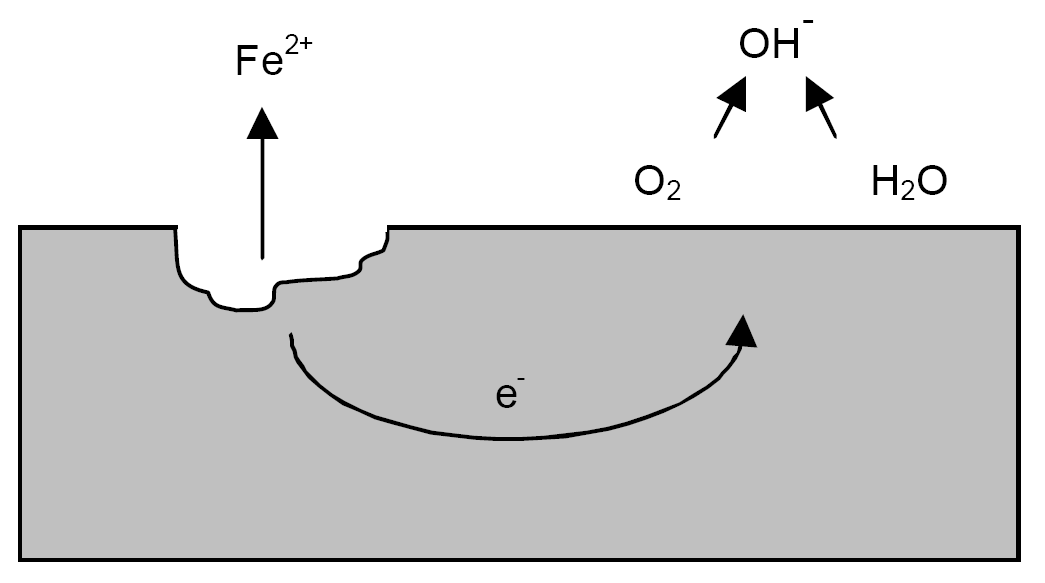
Elektrochemická koroze železa v kontaktu s elektrolytem

### Chemická koroze
Je to znehodnocení vznikající vzájemným působením kovu a korozního prostředí (soli, kapaliny a plyny). Nejčastěji jde o oxidaci kovu, zejména oceli, v prostředí přehřáté páry a při jeho ohřevu. U některých neželezných kovů zamezuje průnik koroze do hloubky materiálu tenká vrstva oxidů, např. zelená patina u mědi, oxidační vrstva Al2O3 u hliníku apod. Dochází pouze k chemickým reakcím mezi prostředím a materiálem; probíhá v elektricky nevodivém prostředí.

### Elektrochemická koroze (Fyzikálně-chemická koroze)
Elektrochemická koroze zahrnuje případy koroze kovů v elektrolytech, tedy ve vodivém prostředí. Vždy v sobě zahrnuje dvě dílčí reakce – anodovou a katodovou. Obě reakce jsou na sebe vázány (tzv. spřažené reakce) a nemohou probíhat samostatně, pokud korodujícím kovem neprochází žádný vnější elektrický proud. Anodová reakce odpovídá oxidaci kovu, a tedy vlastní korozi. Katodová reakce, zvaná také depolarizační, odpovídá současné redukci některé oxidující složky roztoku, tj. buď vybíjení iontu vodíku (koroze s vodíkovou depolarizací) nebo redukci kyslíku rozpuštěného v elektrolytu (koroze s kyslíkovou depolarizací).
Rychlost koroze může být řízena buď anodovou, nebo katodovou dílčí reakcí, popř. oběma současně. Anodové i katodové reakce představují tedy dohromady korozní děj a podle okolností mohou probíhat buď na témž místě povrchu korodujícího kovu, nebo místně odděleně. Na témž místě povrchu kovu budou obě dílčí reakce probíhat tehdy, je-li kov zcela homogenní a jestliže i složení roztoku je stejné po celé ploše dotyku s kovem.

## Rozdělení podle druhu korozního prostředí

### Atmosférická koroze
Většina kovových výrobků plní svou funkci v atmosféře; proto se tento druh koroze vyskytuje v největším rozsahu. První z vlivů, které spolupůsobí na atmosférické korozi, jsou klimatické podmínky dané vlhkostí a teplotou vzduchu a jeho znečištěním. Tím je dán i elektrochemický charakter této koroze. Korozní děj probíhá pod velmi tenkou vrstvou vody nasycené rozpustnými složkami atmosféry, hlavně oxidem siřičitým, oxidem uhelnatým, amoniakem, chlorovodíkem a aerosoly. Tento vodní film o tloušťce 50 až 150 mikrometrů vzniká kondenzací vodních par obsažených ve vzduchu, jeho vznik je tedy podmíněn relativní vlhkostí vzduchu. Je-li povrch kovu drsný a pokrytý prachem a nečistotami, tvoří se vodní film při nižší relativní vlhkosti, asi kolem 60 %, a nazývá se kritická relativní vlhkost. Důležitý význam má i kyslík, který proniká tenkým filmem a účastní se katodické reakce jako depolarizátor, čili urychluje korozi.
Norma EN ISO 9223 rozděluje atmosféry podle korozní agresivity do šesti stupňů:
- C1 – velmi nízká. Atmosféry uzavřených, klimatizovaných místností, v nichž nedochází ke kondenzaci vody.
- C2 – nízká. Vztahuje se na prostory, v nichž dochází k občasné kondenzaci.
- C3 – střední. Odpovídá suchým klimatům.
- C4 – vysoká. Odpovídá vlhkým oblastem za působení atmosférických nečistot průmyslových měst, přístavů aj.
- C5 – velmi vysoká.
- CX – extrémní.Odpovídá prostředím s extrémní vlhkostí nebo velmi vysokým průmyslových znečištěním.

Důležitý je i vliv teploty. Při nízkých teplotách se atmosférická koroze zastavuje zmrznutím elektrolytu. Při vzrůstající teplotě vzrůstá i rychlost koroze. Určitou limitní hodnotou je průměrná roční teplota 10 °C, kdy se příznivě projevuje vliv teploty na snížení ovlhčení povrchu.

### Koroze v kapalinách
Z oblasti koroze v kapalinách má největší význam koroze ve vodě. Do styku s vodou přicházejí vodní stroje, stroje a zařízení na výrobu páry, chladicí systémy motorů, kompresorů a jiných strojů, rozvodná potrubí a armatury pitných a průmyslových vod aj. Agresivita vod z hlediska koroze je kromě tvrdosti závislá na hodnotě pH, na množství plynů rozpuštěných ve vodě – hlavně kyslíku – a na teplotě a proudění vody. Kyslík se v průběhu elektrochemické koroze uplatňuje jako depolarizátor. Vody pro průmyslové účely se změkčují, chemicky upravují a odplyňují.

### Půdní koroze
V podstatě jde o korozi ve vodách různého složení. Půda se skládá z plynné, kapalné a tuhé fáze. Vlastním korozním prostředím je kapalná fáze půdy, která jí dává elektrickou vodivost. Z plynné fáze se uplatňuje opět kyslík jako depolarizátor.

## Podle kombinace s vnějšími činiteli
- Koroze při mechanickém namáhání materiálu
- Koroze při únavě materiálu
- Vibrační koroze
- Korozní praskání (koroze pod napětím)
- Koroze bludnými proudy

## Podle druhu korozního napadení
Při korozi legovaných ocelí dochází k jevu zvanému pasivace kovu. Lze ji definovat jako stav korozní odolnosti kovů nebo slitin (v podmínkách, v nichž by se z termodynamického hlediska jevily velmi reaktivními), vyvolaný značným zpomalením anodového děje. Existují dvě teorie vysvětlující příčinu velmi účinného snížení koroze při přechodu do pasivního stavu; obě jsou spojeny s představou bariéry vytvořené mezi kovem a prostředím a zpomalující jejich vzájemnou reakci. Adsorpční teorie vysvětluje pasivitu jako jev spojený s adsorpcí některých látek z roztoku (zejména kyslíku) na povrchu kovu. Druhá teorie připisuje pasivitu tenké vrstvě sloučenin, tj. třetí fázi na povrchu kovu nebo slitiny. I když tato teorie je zatím podrobněji propracována i podložena experimentálními výsledky, je pravděpodobné, že neexistuje ostrá hranice mezi jevy adsorpčního charakteru a pasivity způsobené třírozměrnou vrstvou třetí fáze, poněvadž oba jevy na sebe navazují.
Pasivita kovů je z hlediska protikorozní ochrany jevem velmi vítaným, poněvadž vede ke zpomalení korozního děje v prostředích s oxidačním charakterem. To, že i při dokonalém pokrytí kovu vrstvičkou velmi odolné zplodiny vůbec dochází ke korozi, lze vysvětlit tím, že vznikající vrstva oxidů se do jisté míry rozpouští a je neustále obnovována. Dynamická rovnováha mezi rozpouštěním a obnovováním vrstvy je vyjádřena rychlostí koroze v pasivním stavu, jež nepřevyšuje u korozivzdorných ocelí několik setin milimetru za rok.

### Rovnoměrná koroze
Rovnoměrnou korozí se rozumí rovnoměrné napadení se stejnou korozní rychlostí na celém povrchu, který je ve styku s korozním prostředím. Postup rovnoměrné koroze je velmi snadno kontrolovatelný a předvídatelný.

### Nerovnoměrná koroze
Vzniknou-li v korozním systému heterogenity a to buď na straně prostředí nebo na straně materiálu, může koroze probíhat nerovnoměrně. Na rozdíl od rovnoměrného napadení se výskyt nerovnoměrných forem koroze hůře předpovídá a k selhání výrobku dochází v kratší době. Mezi tzv. nerovnoměrné formy koroze patří podle nejjednoduššího dělení galvanická, štěrbinová a bodová koroze, korozní praskání, mezikrystalová, selektivní, erozní a styková koroze.

#### Galvanická koroze
Vzniká spojením dvou odlišných kovů a jejich vystavením koroznímu prostředí. Ušlechtilejší kov (katoda) koroduje pomaleji než by korodoval sám. Kov méně ušlechtilejší (anoda) naopak koroduje rychleji než v případě, kdy není s druhým vodivě spojen. Tento jev je využíván v praxi při tzv. katodické ochraně obětovanou anodou. Neúmyslná galvanická koroze je však většinou jevem nežádoucím.

#### Štěrbinová koroze
Dochází k ní v místech, kde je malé množství elektrolytu částečně odděleno od zbylého vnějšího elektrolytu. Tato místa, nazývaná štěrbiny, vznikají v praxi například mezi dvěma plechy spojenými nýty, šrouby (šroubový spoj), bodovými reakcí a vzhledem k tomu, že je roztok uvnitř štěrbiny obtížně vyměňován, je omezen i přístup dalšího kyslíku. Kvůli deficitu oxidačního činidla se povrch štěrbiny stává anodou, kde převládá oxidace kovu. Elektrony uvolňované touto reakcí jsou kovem přenášeny k povrchu mimo štěrbinu, kde není omezen přístup rozpuštěného kyslíku. Toto okolí štěrbiny se tak stává katodou. Náboj kovových kationtů ve štěrbině je obvykle kompenzován přísunem chloridových aniontů ze zbylého roztoku. Hydrolýzou iontů kovu se tak roztok uvnitř štěrbiny dále okyseluje, čímž vzrůstá jeho agresivita. Dochází tak k porušení původní pasivní vrstvy kovu a tím ke korozi kovu v aktivním stavu.

#### Bodová koroze
Při lokálním porušení zapasivovaného povrchu dochází k bodovému napadení, při němž vznikají různě hluboké důlky často s velmi úzkým hrdlem. Toto napadení se nazývá bodová (pittingová, důlková) koroze, její mechanismus je v podstatě stejný jako u koroze štěrbinové, jen snad s tím rozdílem, že zárodek „štěrbiny“ resp. důlku vzniká samovolně. K iniciaci je zapotřebí dostatečná oxidační schopnost prostředí a přítomnost depasivujících nejčastěji chloridových iontů.

#### Korozní praskání
Je to porušení materiálu (prasknutí) vyvolané kombinací účinků tahových pnutí (i vnitřní pnutí), korozního prostředí a zvýšené teploty. Při korozním praskání dochází ke snížení práce nutné k porušení materiálu oproti namáhání v inertním prostředí. Ve vztahu k vlastnostem poruch materiálu se korozní praskání řadí mezi křehký lom a mez únavy. Trhliny často vycházejí z místa lokálního porušení pasivní vrstvy, většinou z míst napadených bodovou korozí. Šíří se materiálem buď po hranicích zrn (interkrystalicky) nebo napříč zrny (transkrystalicky).
Jednou z nejčastějších forem korozního praskání je korozní praskání v chloridech. Je to typ mezikrystalického napadení, které se vyskytuje u austenitických korozivzdorných ocelí vystavených pnutím za přítomnosti kyslíku, chloridových iontů a vysoké teploty.

#### Mezikrystalová koroze

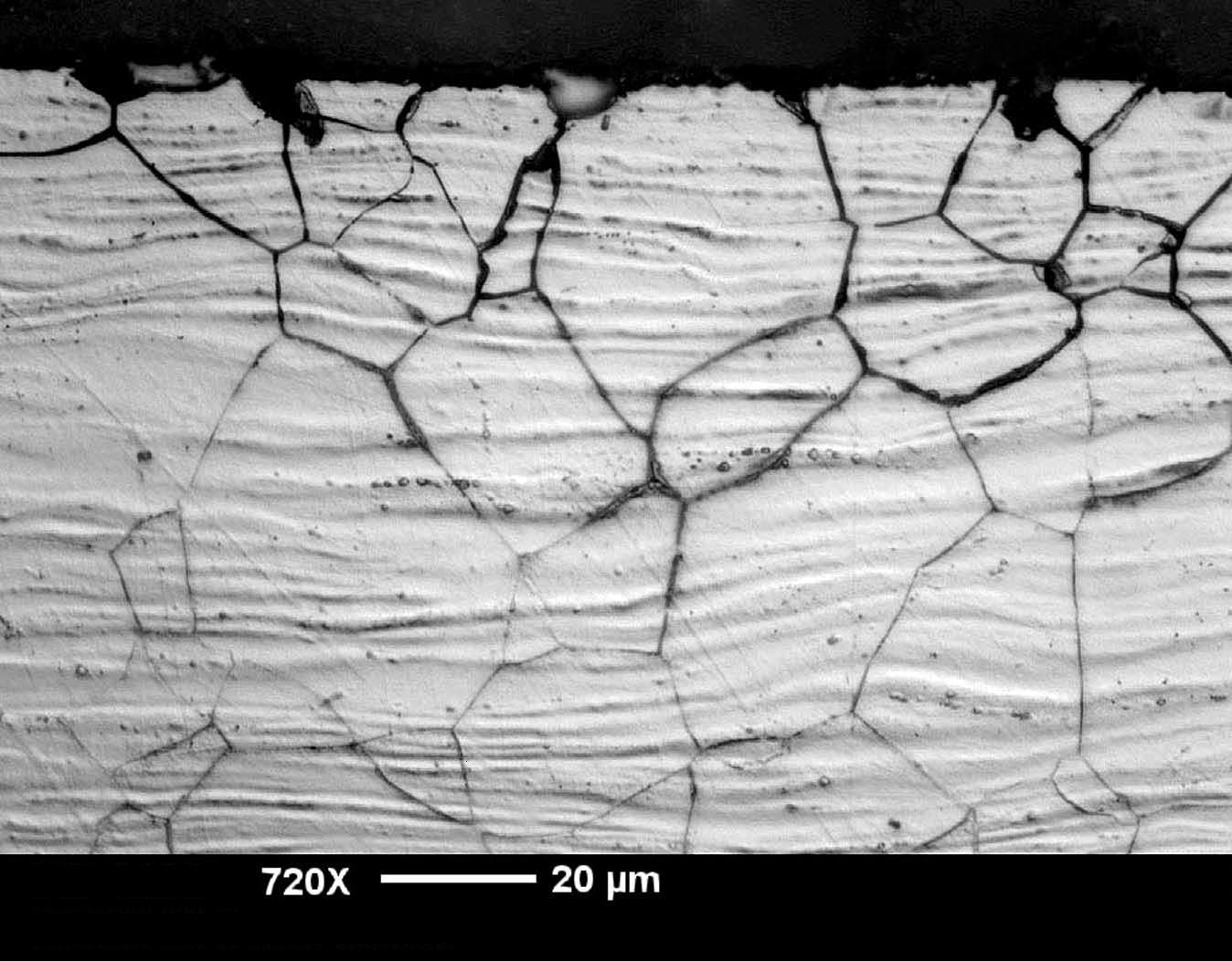
Mezikrystalová koroze austenitické korozivzdorné oceli

Je způsobena snížením obsahu chromu v bezprostřední blízkosti hranic zrn, pod hranici pasivovatelnosti, tedy pod 12 %. Za toto snížení je odpovědná tzv. precipitace (vysrážení) karbidů s vysokým obsahem chrómu právě na hranicích zrn. Karbidy se precipitují při ohřevu v kritické teplotní oblasti 400–800 °C např. při svařování. Tento proces se nazývá zcitlivění. S menším podílem chromu tyto oblasti korodují přednostně, dochází tak ke ztrátě soudržnosti zrn a ke snížení mechanických vlastností materiálu. Karbidy vzniklé zcitlivěním lze vhodným tepelným zpracováním (rozpouštěcí žíhání) odstranit a ochuzené oblasti znovu obohatit homogenizací roztoku.

#### Selektivní koroze
Přednostní rozpouštěné některé ze složek slitiny je nazýváno selektivní korozí. Příkladem může být třeba odzinkování mosazi, tedy rozpouštění zinku z jeho slitiny s mědí, ale i koroze dvoufázových (duplexních) austeniticko-feritických korozivzdorných ocelí, kdy je přednostně rozpouštěna austenitická fáze, zatímco feritická je odolnější. Není to ovšem druh koroze, který by byl nějak spojován s napadením korozivzdorných ocelí ve specifických klimatech.

#### Erozní koroze
Rychlost přirozené koroze je umocněna proudícím prostředím, což má za následek rozrušování pasivní vrstvy. Vznikají tak různé rýhy, vlnky, kapkové prohlubně apod. Projevuje se hlavně v potrubích s nějakým proudícím médiem, v němž se vyskytují drobné pevné nebo plynné (bublinky) nehomogenity. Stejně jako u selektivní koroze není tento druh koroze spojován s napadením korozivzdorných ocelí ve specifických klimatech.

##### Styková koroze
Tento typ koroze se nejčastěji vyskytuje u ložisek. Koroze se začne tvořit mezi jeho vnějším povrchem a tělesem nebo mezi otvorem ložiska a hřídelí. Poškození korozí v tomto případě může být nebezpečné. Je vhodné, proto kovové části dostatečně ošetřovat a kontrolovat jejich stav.